# Garamba nationalpark
Garamba nationalpark (franska: Parc national de la Garamba) ligger i provinsen Haut-Uele i Kongo-Kinshasa.
Parken som täcker en yta på 4 920 km² utgörs främst av en högplatå som ligger 700 till 1 050 meter över havet. Dessutom förekommer några enstaka bergstoppar. Vegetationsformen är huvudsakligen savann och längs floder samt i sänkor finns galleriskog. De största floderna är Dungu, Aka och Garamba.
I parken lever flera stora däggdjur som är typiska för savannen som afrikanska elefanter, giraffer, flodhästar och afrikansk buffel. Området är troligen den enda platsen där den nordliga underarten av trubbnoshörning finns kvar i naturen. Sedan 2006 är inga iakttagelser dokumenterade och därför befaras att även denna population är utrotad.
Nationalparken inrättades den 17 mars 1938. Den upptogs 1980 på Unescos världsarvslista och 1984 på listan över hotade världsarv efter att trubbnoshörningens bestånd minskade snabbt.